# Атлантозавр
Атлантозавр (лат. Atlantosaurus) — сомнительный род завроподовых динозавров из семейства диплодоцид, окаменелые остатки которого были найдены в позднеюрских (киммеридж) слоях формации Моррисон в Колорадо, США. Типовой вид — Atlantosaurus montanus. Атлантозавр был первым завроподом, описанным во время «Костяных войн» между Отниелом Чарлзом Маршем и Эдвардом Дринкером Копом.

## История изучения
Типовой образец YPM 1835, найденный Артуром Лейксом в карьере Лейкс № 1 в формации Моррисон в Колорадо, США, был назван и описан Отниелом Чарлзом Маршем, профессором палеонтологии Йельского университета, в июле 1877 года как Titanosaurus montanus. Вскоре Марш узнал, что название «титанозавр» уже использовалось ранее в том же году Ричардом Лидеккером для описания другого завропода из Индии, поэтому он переименовал вид в Atlantosaurus montanus. Марш оценил длину животного в двадцать четыре метра. 
Обнаруженные останки — неполный крестец и подвздошная кость — на момент обнаружения отличались своими огромными размерами и анатомической особенностью в виде плевральных полостей в позвонках. Однако позднее, по мере открытия остатков других членов группы, было установлено, что эти особенности были широко распространены среди завропод, что делает отделение алтантозавра от родственных таксонов практически невозможным. Вследствие этого рядом исследователей он рассматривался как nomen dubium или синоним Apatosaurus ajax.
В 1878 году Марш описал второй вид Atlantosaurus immanis на основе голотипа YPM 1840, посткраниального скелета, также найденного Лейксом в карьере № 10. Марш оценил его длину в 35 метров, исходя из предполагаемой длины бедренной кости в 2,5 метра. Позже длина бедренной кости была определена в 1,95 метра. A. immanis в 2015 году был признан сомнительным представителем подсемейства Apatosaurinae, отличным от апатозавра и бронтозавра, но не связанным с типовыми видом Atlantosaurus montanus. 